# Macropsis pallidinota
Macropsis pallidinota är en insektsart som beskrevs av Kuoh. Macropsis pallidinota ingår i släktet Macropsis och familjen dvärgstritar. Inga underarter finns listade i Catalogue of Life.